# Георгій Габедава
Георгій Габедава (груз. გიორგი გაბედავა, нар. 3 жовтня 1989, Зугдіді, Грузинська РСР) — грузинський футболіст, нападник грузинського клубу «Чихура». Виступав на правах оренди за маріупольський «Іллічівець».

## Біографія

### Клубна кар'єра
Перший тренер — Елгуджа Кометіані. Розпочав виступи у професійному футболі в клубі «Мглебі», з рідного міста, після чого на початку 2008 року перейшов в «Олімпі» з міста Руставі.
Влітку 2008 року потрапив у тбіліський клуб «Гагра». У першій половині сезону 2009/10 у чемпіонаті Грузії забив 10 м'ячів в 19 матчах. У матчі проти тбіліського  «Динамо» Габедава забив 4 голи.
На зимові збори 2010 року Георгій вирушив разом із «Гагрою», в товариському матчі проти маріупольського «Іллічівця» (0:3 на користь «Гагри»), його помітили тренери «Іллічівця». У лютому 2010 року його заявили за «Іллічівець» під номером 55. У Прем'єр-лізі України дебютував 27 лютого 2010 року у виїзному матчі проти запорозького «Металурга»(2:0), Габедава вийшов на 62 хвилині замість Вадима Мельника. Головний тренер «Іллічівця» Ілля Близнюк виділяа хороший удар Габедави. До кінця сезону зіграв у 13 матчах, проте у новому розіграші 2010/11 втратив місце в команді, зігравши до кінця роки лише 4 гри в чемпіонаті і одну в кубку, після чого повернувся в «Гагру», де провів ще півтора сезони і виграв перший в історії клубу трофей — Кубок Грузії, що дозволив команді дебютувати у єврокубках. Там Габедава став автором першого забитого голу «Гагри» (проти «Анортосіса» у Лізі Європи 2011—2012).
На початку 2012 року повернувся в рідний «Зугдіді», де провів півтора року, після чого по сезону провів у клубах «Чихура» та «Самтредія».
Влітку 2015 року уклав контракт з «Динамо» (Батумі).

### Кар'єра в збірній
2009 року виступав за молодіжну збірну Грузії до 21 року, зігравши два матчі.

## Досягнення
- Чемпіон Грузії (2):

«Динамо» (Тбілісі): 2020, 2022
- Володар Кубка Грузії (3):

«Гагра»: 2010-11
«Чихура»: 2017
«Сабуртало»: 2019
- Володар Суперкубка Грузії (2):

«Чихура»: 2013
«Динамо» (Тбілісі): 2021
- Найкращий бомбардир Чемпіонату Грузії (1):

«Чихура»: 2018